# آرون وينتر
آرون وينتر (بالإنجليزية: Aron Wint)‏ (20 أكتوبر 1992 بكوفنتري في المملكة المتحدة - ) هو لاعب كرة قدم بريطاني في مركز الهجوم. لعب مع سكونثورب يونايتد وBelper Town F.C. ‏ وSolihull Moors F.C. ‏ وإف سي هاليفاكس تاون.

## وصلات خارجية
- آرون وينتر على موقع قاعدة بيانات كرة القدم.إي يو (الإنجليزية)
- آرون وينتر على موقع Soccerbase.com (لاعب) (الإنجليزية)